# Sông Trà Lĩnh
Sông Trà Lĩnh hay Sông Bản Gủn bắt nguồn từ Trung Quốc, chảy vào địa phận Việt Nam tại thị trấn Trà Lĩnh của huyện Trùng Khánh, tỉnh Cao Bằng.
Tên gọi "Trà Lĩnh" được giải thích là do người dân địa phương gọi là Tả Lệnh (Sông của ông Lệnh) lâu ngày gọi chệch đi thành Trà Lĩnh. Sau khi chảy qua thị trấn và nhận nước của suối Thông Lý, dòng sông chảy khoảng 7 km đến xóm Bản Pát xã Cao Chương ở phía nam thì chảy ngầm vào hang núi Rù Gẳp, Rù Tểnh, chảy lên Nặm Chá rồi đổ vào hồ trên núi Thang Hen, gồm có 36 khoảng nước, gọi là 36 hồ nhỏ.
Dòng sông sau đó xuất hiện trở lại trên bề mặt ở Bản Gủn xã Ngũ Lão và gọi là Sông Bản Gủn, chạy song song với quốc lộ 3 ở phía nam rồi tạo thành ranh giới tự nhiên của các xã Ngũ Lão, Nguyễn Huệ, Quang Trung của huyện Hòa An trước khi hợp lưu vào sông Bằng ở thành phố Cao Bằng, tên sông đọc chệch thành Suối Củn, Sông có phụ lưu là suối Bạch Long Giang chảy từ xã Nguyễn Huệ ra. Trên sông có 1 nhà máy thủy điện tên là Suối Củn.